# Qadria bella
Qadria bella är en insektsart som beskrevs av Irena Dworakowska 1981. Qadria bella ingår i släktet Qadria och familjen dvärgstritar. Inga underarter finns listade i Catalogue of Life.